# فرناندو أندريس ماركيز
فرناندو أندريس ماركيز (بالإسبانية: Fernando Andrés Márquez)‏ (10 ديسمبر 1987 بسانتا في في الأرجنتين - ) هو لاعب كرة قدم أرجنتيني في مركز الهجوم. لعب مع نادي أتليتيكو بيلغرانو ويونيون دي سانتا في وCrucero del Norte ‏.

## وصلات خارجية
- فرناندو أندريس ماركيز على موقع قاعدة بيانات كرة القدم.إي يو (الإنجليزية)
- فرناندو أندريس ماركيز على موقع Soccerway.com (الإنجليزية)